# Companhia de Águas e Esgotos do Rio Grande do Norte

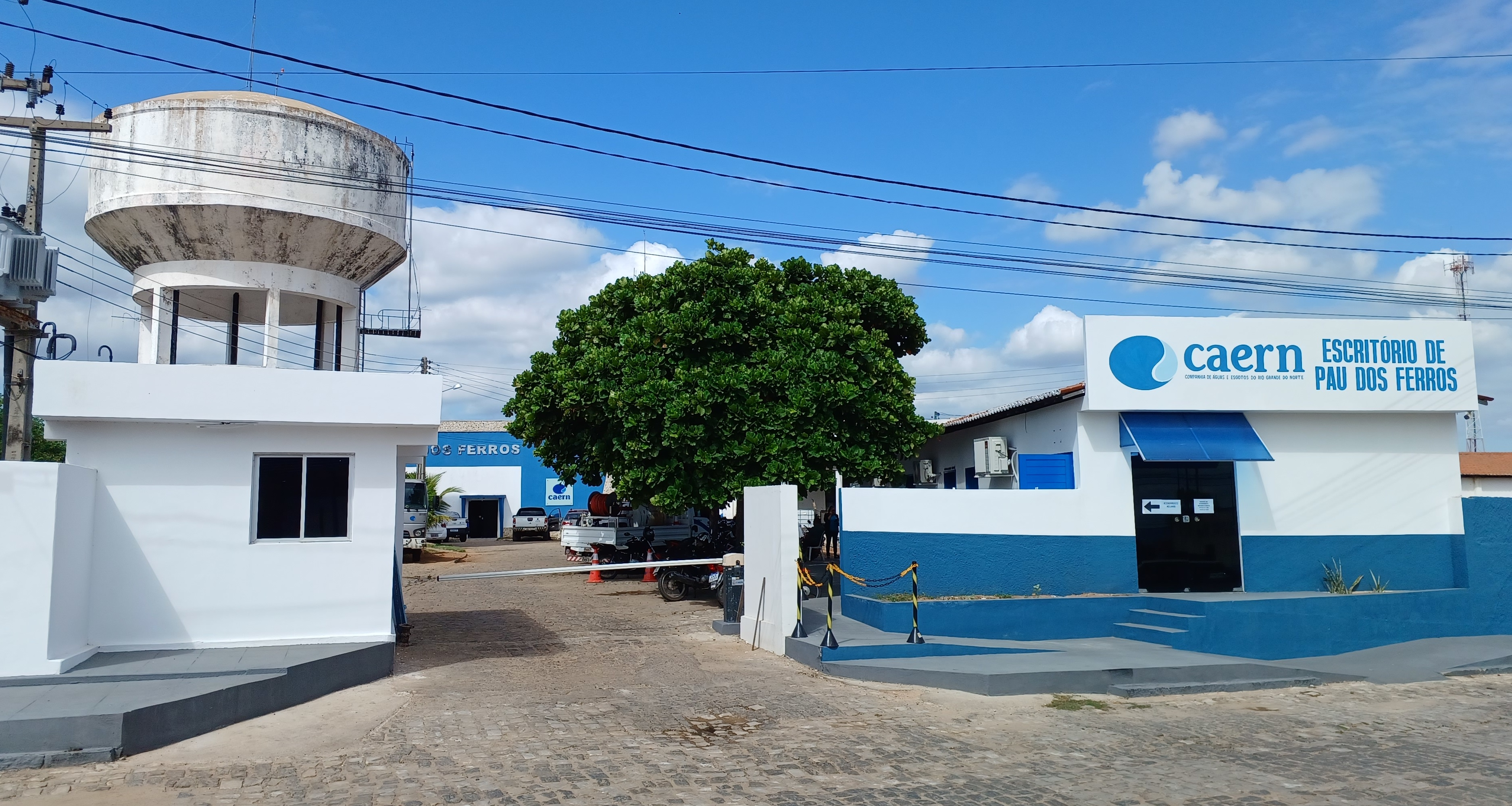
Escritório regional da CAERN em Pau dos Ferros, no Alto Oeste

A Companhia de Águas e Esgotos do Rio Grande do Norte (CAERN) é uma empresa brasileira que detém a concessão dos serviços públicos de esgotamento sanitário, captação, tratamento e distribuição de água no estado do Rio Grande do Norte. É uma sociedade de economia mista, cujo maior acionista é o Governo do Estado do Rio Grande do Norte.
A Companhia de Águas e Esgotos do Rio Grande do Norte (Caern) foi criada em 2 de setembro de 1969 pelo então governador monsenhor Walfredo Gurgel. Sua sede está localizada em Natal.
A Caern possui 165 sistemas de abastecimento de água distribuídos em 152 sedes de municípios e 13 localidades. No Rio Grande do Norte são 40 sistemas de esgoto em 39 municípios e 1 localidade (Praia de Pipa). Apenas 15 cidades do estado possuem sistemas de abastecimento de água que não pertencem a Caern.

## História
A Companhia de Águas e Esgotos do Rio Grande do Norte (Caern) foi criada em 2 de setembro de 1969 pelo então governador monsenhor Walfredo Gurgel. É uma empresa de economia mista estadual, com personalidade jurídica própria, tendo como maior acionista o governo do estado.
Atualmente a empresa pública possui 165 sistemas de abastecimento de água distribuídos em 152 sedes de municípios e 13 localidades. No Rio Grande do Norte são 40 sistemas de esgoto em 39 municípios e 1 localidade (Praia de Pipa). Apenas 15 cidades do estado possuem sistemas de abastecimento de água que não pertencem a Caern.

## Críticas
A Caern é amplamente criticada por ofertar água com altos níveis de nitrato, estando assim fora dos níveis de potabilidade. O teor máximo de nitrato permitido pela Portaria nº 518/2004 do Ministério da Saúde, para a água ser considerada potável é de 10 mg/L. No entanto, de acordo com a própria Caern, alguns setores estão com os índices de nitrato acima do permitido, chegando a 19 mg/L. Fato este fez o Ministério Público entrar com uma ação civil pública contra a Caern no ano de 2007.
Na questão do saneamento básico, a Caern foi eleita, em 2009, uma das melhores empresas de saneamento do país pela revista Saneamento Ambiental. Entretanto, uma vistoria feita em 2010 pelo Ministério Público e Idema nas estações de tratamento de esgotos da capital, constatou-se que o esgoto jogado pela CAERN no meio ambiente não é tratado como manda a lei.